# Dub letní v Záběhlicích
Dub letní v Záběhlicích je památný strom, který roste v zahradě domu čp. 59 na Růžovém ostrově, západně od záběhlického zámku. Je nepřístupný, ale dobře viditelný.

## Parametry stromu
- Výška: 26 m
- Obvod: 460 cm
- Ochranné pásmo: vyhlášené - kruh o poloměru 15 m zasahující na p.č. 22/1, 20/3, 20/4, 21/1 a obvodové zdivo na p.č. 21/2
- Datum prvního vyhlášení: 22.05.2001[1]
- Odhadované stáří: 300 let (k roku 2016)[2]

## Popis
Solitérní strom roste na území přírodního parku Hostivař-Záběhlice v jednom z meandrů Botiče a tvoří zde lokální krajinnou dominantu. Má statný kmen a rozložitou korunu, která je bohatě větvená. Je řazen k nejmohutnějším a nejvitálnějším stromům na území Prahy.